# Yakin Byoutou
Night Shift Nurses (夜勤病棟 Yakin Byoutou) es una serie japonesa hentai creada en el año 2000. Producida por Hiromi Chiba y dirigida por Nao Okezawa. Existen 2 secuelas llamadas Yakin byoutou 2 & Yakin byoutou 3, que solo han salido para Japón.

## Sinopsis Episodios 1-5
El Dr. Ryuji Hirasaka es un ginecólogo que, luego de un conocido escándalo sexual, vuelve después de 10 años de inactividad a trabajar ante su necesidad de dinero.
La directora del hospital, Narumi Jinguji, que resulta ser una antigua amante, le pide que entrene un grupo de enfermeras muy especiales, que atenderán en el nuevo pabellón V.I.P. con dedicación exclusiva a importantes políticos y hombres de negocios. Así comienza la historia de Night Shift Nurses, con un Ryuji que ejercerá arbitraria y despóticamente todo su poder con las jóvenes y sumisas enfermeras a su cargo.

## Sinopsis Episodios 6-10
Al final del episodio 5 El Dr. Ryuji Hirasaka es repentinamente asesinado por una de sus enfermera y amantes.
Lo que prosigue es una recopilación de las entrevistas policiales a las enfermeras para descubrir el motivo del asesinato; en el transcurso de las cuales las enfermeras relataran más sórdidas historias con el Dr.Hirasaka.

## Censuras
Para autorizar su distribución en Estados Unidos, en los capítulos 1, 2, 3 y 4, se han borrado escenas que exhibían materia fecal, sangre y orina, debido a su prohibición en algunos estados de dicho país.

## Especiales
En 2006 Salieron tres especiales titulados "Yagami Yuu", "Nanase Ren" y "Kazama Mana"